# 雙生花 (黃妃專輯)
《雙生花》（英語：Twin Flowers）是臺灣歌手黃妃的第十二張錄音室專輯，也是她加盟作風以華語唱片為主流的米樂士娛樂的首張作品，於2016年12月30日實體發行。
專輯概念將人生比喻為一朵「雙生花」。雙生花一株兩艷，並蒂綻放：一朵代表希望，另一朵代表絕望；兩朵花互相爭鬥，至死方休——就像人的一生中無數個希望與絕望、夢想與現實、善念與邪念、光明與黑暗、釋懷與贈恨等等的抉擇和拉扯。
2017年5月，黃妃憑藉此專輯入圍第28屆金曲獎最佳台語女歌手獎，為2016年二度獲獎後連續第二年、個人第八次入圍該獎項。

## 曲目
| 曲序     | 曲目                                                  |               | 作曲     | 编曲     | 备注                    | 时长  |
| -------- | ----------------------------------------------------- | ------------- | -------- | -------- | ----------------------- | ----- |
| 1.       | 雙生花－絕美驚豔版 （Twin Flowers）                   | 十方          | 方文良   | Wave_G   | 第四波主打              | 4:44  |
| 2.       | 巴兩個啊乎我清醒 （Slaps Me Twice, Clear My Sights）  | 十方          | 方文良   | Wave_G   | 第一波主打              | 4:27  |
| 3.       | 江山美人 （Kingdom and the Beauty）                   | 謝誌豪        | 謝誌豪   | 奧斯卡   |                         | 3:28  |
| 4.       | 甜甜甜 （Sweet Romance）                              | 十方          | 文有希   | 許恆瑞   | Feat. 李子森 第五波主打 | 3:46  |
| 5.       | 囍 （Double Happiness）                               | 謝誌豪        | 謝誌豪   | 謝佳旺   | 第三波主打              | 4:19  |
| 6.       | 假鬼假怪 （Stop Fronting）                            | 二            | 方文良   | 陳歆儒   | 第二波主打              | 3:10  |
| 7.       | 離緣 （Let Him Go）                                   | 十方          | Masako   | 許恆瑞   |                         | 5:00  |
| 8.       | 毋免歹勢 （Proud to Be "Oneself"）                    | 徐偉銘        | 徐偉銘   | 許恆瑞   |                         | 3:49  |
| 9.       | 黃貴妃 （Her Majesty）                                | 武雄          | 方文良   | 奧斯卡   |                         | 3:26  |
| 10.      | 雙生花－淒美哀艷版 （Twin Flowers in Winter）         | 十方          | 方文良   | Wave_G   |                         | 2:56  |
| 11.      | 唱乎20年後的你來聽 （A Song for You, 20 Years Later） | 陳靜楠 伍貳柒 | 方文良   | 方文良   |                         | 2:11  |
| 总时长： | 总时长：                                              | 总时长：      | 总时长： | 总时长： | 总时长：                | 43:57 |

## 音樂錄影帶
| 歌曲                                    | 導演   | 首播日期       | 首播媒介                   | 備註               |
| --------------------------------------- | ------ | -------------- | -------------------------- | ------------------ |
| 巴兩個啊乎我清醒 （页面存档备份，存于） | 比佛利 | 2016年12月25日 | 米樂士娛樂 官方YouTube頻道 |                    |
| 假鬼假怪 （页面存档备份，存于）         | 比佛利 | 2016年12月27日 | 米樂士娛樂 官方YouTube頻道 |                    |
| 囍 （页面存档备份，存于）               | 比佛利 | 2017年1月5日   | 米樂士娛樂 官方YouTube頻道 |                    |
| 雙生花 （页面存档备份，存于）           | 比佛利 | 2017年1月19日  | 米樂士娛樂 官方YouTube頻道 |                    |
| 甜甜甜 （页面存档备份，存于）           | 比佛利 | 2017年2月7日   | 米樂士娛樂 官方YouTube頻道 |                    |
| 江山美人 （页面存档备份，存于）         |        | 2018年9月20日  | 米樂士娛樂 官方YouTube頻道 | 歌詞版 Lyric Video |
| 離緣                                    |        | 2019年5月20日  | 米樂士娛樂 官方YouTube頻道 | 歌詞版 Lyric Video |
| 毋免歹勢                                |        | 2019年5月22日  | 米樂士娛樂 官方YouTube頻道 | 歌詞版 Lyric Video |

## 人員
| 曲目 #1 - 王俊傑－混音（強力錄音室） - 甘威鵬－中提琴 - 朱奕寧－小提琴 - 吳俊毅－吉他 - 李心鼎－錄音（米樂士錄音室）、弦樂錄音（強力錄音室） - 劉涵－大提琴 - 蔡曜宇－小提琴 - 蕭蔓萱－和聲 - 謝文德－和聲、和聲編寫 曲目 #2 - 王俊傑－混音（強力錄音室） - 甘威鵬－中提琴 - 朱奕寧－小提琴 - 吳俊毅－吉他 - 李心鼎－錄音（米樂士錄音室）、弦樂錄音（強力錄音室） - 陳思涵－和聲 - 劉涵－大提琴 - 蔡曜宇－小提琴 - 謝文德－和聲、和聲編寫 曲目 #3 - 李士先－混音（華傲錄音室） - 李心鼎－錄音（米樂士錄音室） - 陳思涵－和聲 - 謝文德－和聲、和聲編寫 曲目 #4 - 李士先－混音（華傲錄音室） - 李心鼎－錄音（米樂士錄音室） - 許恆瑞－吉他 - 蕭蔓萱－和聲 - 謝文德－和聲、和聲編寫 曲目 #5 - 王耀崇－貝斯 - 吳俊毅－吉他 - 李士先－混音（華傲錄音室） - 李子森－中國笛 - 李心鼎－錄音（米樂士錄音室） - 郭世欣－鼓、打擊 - 陳思涵－和聲 - 謝文德－和聲編寫 - Henry－錄音（鼓得音樂影像、華傲錄音室） | 曲目 #6 - 王俊傑－混音（強力錄音室） - 吳俊毅－吉他 - 李心鼎－錄音（米樂士錄音室） - 梁世韻－和聲 - 許恆瑞－和聲編寫 曲目 #7 - 吳俊毅－吉他 - 李士先－混音（華傲錄音室） - 李心鼎－錄音（米樂士錄音室） - 陳思涵－和聲 - 謝文德－和聲編寫 曲目 #8 - 李士先－混音（華傲錄音室） - 李心鼎－錄音（米樂士錄音室） 曲目 #9 - 李士先－混音（華傲錄音室） - 李心鼎－錄音（米樂士錄音室） - 蕭蔓萱－和聲 - 謝文德－和聲、和聲編寫 曲目 #10（同曲目 #1） 曲目 #11 - 吳俊毅－吉他 - 李士先－混音（華傲錄音室） - 李心鼎－錄音（米樂士錄音室） 母帶後期處理 - 孫仲舒－工程師 - 許恆瑞－製作人 - 鈺德科技－錄音室 發行 - 方文良－音樂總監、企宣統籌、文案 - 林雨晧－藝人經紀（勝駿娛樂） - 洪銘杰－監製 - 許恆瑞－製作統籌 - 陳建良－發行人 - 陳彥帆－版權財務執行 - 葉有駿－藝人經紀（勝駿娛樂） - 劉思妤－企劃執行、新媒體及專案協力 - 嚴紀恩－製作助理 |

## 獎項紀錄
| 年份 | 屆次         | 專輯       | 獎項             | 入圍 | 結果 |
| ---- | ------------ | ---------- | ---------------- | ---- | ---- |
| 2017 | 第28屆金曲獎 | 《雙生花》 | 最佳台語女歌手獎 | 黃妃 | 提名 |